# Mount Robert Scott
Il Monte Robert Scott (in lingua inglese: Mount Robert Scott) è una piccola e piatta montagna in gran parte coperta di neve, che si innalza poco oltre i 1.000 m, situata immediatamente a sud dell'Ebony Ridge, nel Commonwealth Range, catena montuosa che fa parte dei Monti della Regina Maud, in Antartide.  
Fu scoperto dalla Spedizione Nimrod (British Antarctic Expedition, 1907–09) guidata dall'esploratore polare britannico Ernest Shackleton, che ne assegnò la denominazione in onore del capitano Robert Falcon Scott, della Royal Navy. Shackleton era stato uno dei membri della Spedizione Discovery (1901–04) che, al comando di Scott, aveva tentato di raggiungere il Polo Sud in competizione con l'esploratore norvegese Roald Amundsen, fermandosi però a 82º17' S.